# Gauliga Nordmark 1938/39
De Gauliga Nordmark 1938/39 was het zesde voetbalkampioenschap van de Gauliga Nordmark. Hamburger SV werd kampioen en plaatste zich voor de eindronde om de Duitse landstitel, waar de club groepswinnaar werd en zich plaatste voor de halve finale. HSV verloor van SK Admira Wien en ging naar de wedstrijd om de derde plaats, die van Dresdner SC verloren werd.
De laatste drie in de stand degradeerden, echter werd Borussia Harburg nog opgevist voor het volgende seizoen omdat dit om oorlogsredenen geherstructureerd werd. 

## Eindstand
| Plaats | Club                      | Wed. | W  | G | V  | Saldo | Ptn   |
| ------ | ------------------------- | ---- | -- | - | -- | ----- | ----- |
| 1.     | Hamburger SV              | 20   | 16 | 3 | 1  | 87:20 | 35:05 |
| 2.     | Eimsbütteler TV           | 20   | 15 | 1 | 4  | 72:28 | 31:09 |
| 3.     | Kieler SV Holstein        | 20   | 9  | 7 | 4  | 69:49 | 25:15 |
| 4.     | SC Victoria Hamburg       | 20   | 9  | 5 | 6  | 52:43 | 23:17 |
| 5.     | FC St. Pauli              | 20   | 8  | 3 | 9  | 45:43 | 19:21 |
| 6.     | SK Komet Hamburg          | 20   | 7  | 4 | 9  | 33:66 | 18:22 |
| 7.     | SV Polizei Lübeck         | 20   | 6  | 4 | 10 | 36:55 | 16:24 |
| 8.     | Altonaer FC 1893 Borussia | 20   | 6  | 2 | 12 | 42:56 | 14:26 |
| 9.     | VfR 1907 Harburg          | 20   | 4  | 6 | 10 | 27:50 | 14:26 |
| 10.    | FC Borussia 04 Harburg    | 20   | 3  | 7 | 10 | 27:50 | 13:27 |
| 11.    | Schweriner SV 03          | 20   | 5  | 2 | 13 | 34:64 | 12:28 |

|  | Kampioen   |
|  | Degradatie |

## Promotie-eindronde

### Groep A
| Plaats | Club                  | Wed. | Saldo | Ptn. |
| ------ | --------------------- | ---- | ----- | ---- |
| 1.     | Lübecker BV 03 Phönix | 4    | 12:8  | 6:2  |
| 2.     | FV 1909 Wilhelmsburg  | 4    | 11:6  | 4:4  |
| 3.     | Wehrmacht SV Schwerin | 4    | 7:16  | 2:6  |

### Groep B
| Plaats | Club               | Wed. | Saldo | Ptn. |
| ------ | ------------------ | ---- | ----- | ---- |
| 1.     | SC Sperber Hamburg | 4    | 8:6   | 4:4  |
| 2.     | VfB Kiel           | 4    | 7:7   | 4:4  |
| 3.     | SV West-Eimsbüttel | 4    | 7:9   | 4:4  |

|  | Promotie |